# Rouillon
Rouillon és un municipi francès situat al departament del Sarthe i a la regió de País del Loira. L'any 2007 tenia 2.145 habitants.

## Demografia

### Població
El 2007 la població de fet de Rouillon era de 2.145 persones. Hi havia 712 famílies de les quals 116 eren unipersonals (52 homes vivint sols i 64 dones vivint soles), 280 parelles sense fills, 304 parelles amb fills i 12 famílies monoparentals amb fills.
La població ha evolucionat segons el següent gràfic:
Habitants censats

### Habitatges
El 2007 hi havia 757 habitatges, 739 eren l'habitatge principal de la família, 4 eren segones residències i 14 estaven desocupats. 736 eren cases i 16 eren apartaments. Dels 739 habitatges principals, 606 estaven ocupats pels seus propietaris, 122 estaven llogats i ocupats pels llogaters i 11 estaven cedits a títol gratuït; 11 tenien una cambra, 13 en tenien dues, 57 en tenien tres, 139 en tenien quatre i 519 en tenien cinc o més. 635 habitatges disposaven pel capbaix d'una plaça de pàrquing. A 232 habitatges hi havia un automòbil i a 469 n'hi havia dos o més.

### Piràmide de població
La piràmide de població per edats i sexe el 2009 era:
| Homes | Edats   | Dones |
| ----- | ------- | ----- |
| 0     | 95 o +  | 0     |
| 0     | 90 a 94 | 4     |
| 0     | 85 a 89 | 4     |
| 4     | 80 a 84 | 12    |
| 24    | 75 a 79 | 20    |
| 36    | 70 a 74 | 24    |
| 20    | 65 a 69 | 28    |
| 36    | 60 a 64 | 32    |
| 56    | 55 a 59 | 52    |
| 140   | 50 a 54 | 116   |
| 96    | 45 a 49 | 88    |
| 96    | 40 a 44 | 108   |
| 76    | 35 a 39 | 68    |
| 52    | 30 a 34 | 56    |
| 28    | 25 a 29 | 32    |
| 80    | 20 a 24 | 72    |
| 84    | 15 a 19 | 104   |
| 76    | 10 a 14 | 72    |
| 108   | 5 a 9   | 84    |
| 52    | 0 a 4   | 48    |

## Economia
El 2007 la població en edat de treballar era de 1.444 persones, 955 eren actives i 489 eren inactives. De les 955 persones actives 892 estaven ocupades (473 homes i 419 dones) i 63 estaven aturades (30 homes i 33 dones). De les 489 persones inactives 175 estaven jubilades, 251 estaven estudiant i 63 estaven classificades com a «altres inactius».

### Ingressos
El 2009 a Rouillon hi havia 741 unitats fiscals que integraven 2.058,5 persones, la mediana anual d'ingressos fiscals per persona era de 23.892 €.

### Activitats econòmiques
Dels 85 establiments que hi havia el 2007, 1 era d'una empresa alimentària, 1 d'una empresa de fabricació de material elèctric, 11 d'empreses de fabricació d'altres productes industrials, 21 d'empreses de construcció, 9 d'empreses de comerç i reparació d'automòbils, 3 d'empreses de transport, 2 d'empreses d'hostatgeria i restauració, 2 d'empreses d'informació i comunicació, 1 d'una empresa financera, 4 d'empreses immobiliàries, 17 d'empreses de serveis, 9 d'entitats de l'administració pública i 4 d'empreses classificades com a «altres activitats de serveis».
Dels 27 establiments de servei als particulars que hi havia el 2009, 1 era una oficina bancària, 2 tallers de reparació d'automòbils i de material agrícola, 1 autoescola, 2 paletes, 2 guixaires pintors, 4 fusteries, 4 lampisteries, 3 electricistes, 1 empresa de construcció, 2 perruqueries, 3 veterinaris, 1 restaurant i 1 saló de bellesa.
Dels 2 establiments comercials que hi havia el 2009, 1 era una botiga de més de 120 m² i 1 una fleca.
L'any 2000 a Rouillon hi havia 18 explotacions agrícoles que ocupaven un total de 798 hectàrees.

## Equipaments sanitaris i escolars
L'únic equipament sanitari que hi havia el 2009 era una farmàcia.
El 2009 hi havia una escola elemental.

## Poblacions més properes
El següent diagrama mostra les poblacions més properes.